# Jan Olsson (Fußballspieler, 1944)
Jan Olsson (* 18. März 1944 in Kungshamn; † 19. Mai 2023) war ein schwedischer Fußballnationalspieler und Fußballtrainer.

## Laufbahn

### Vereinskarriere
Olsson debütierte 1965 für GAIS Göteborg in der Division 2. Mit sieben Toren in 21 Spielen trug er zum Wiederaufstieg des Klubs in die Allsvenskan bei. In seiner ersten Erstligasaison blieb er ohne Torerfolg, im zweiten Jahr gelangen ihm neun Saisontore. 
Nachdem er bis Sommer 1969 in insgesamt 70 Erstligaspielen 16 Mal getroffen hatte, wechselte Olsson nach Deutschland in die Bundesliga zum VfB Stuttgart. Dort gelangen ihm in zwei Spielzeiten in 64 Spielen 20 Tore. 1970 wurde er mit dem Guldbollen als Schwedens Fußballer des Jahres ausgezeichnet.
Im Sommer 1971 kehrte Olsson in sein Heimatland zurück. Obwohl GAIS 1970 wieder in die zweite Liga abgestiegen war, heuerte er wieder bei seinem Heimatverein an. Auf Anhieb gelang der Wiederaufstieg, zu dem Olsson mit zwei Toren in elf Spielen beitrug. Er spielte noch 39 Mal in der Allsvenskan, ehe er am 21. April 1974 sein letztes Spiel für GAIS absolvierte und seine Karriere anschließend wegen einer Knieverletzung beendete.

### Nationalmannschaft
Olsson bestritt 22 Länderspiele für Schweden. Mit der Landesauswahl nahm er an der Weltmeisterschaft 1970 teil, bei der Schweden in der Gruppenphase an Italien und Uruguay scheiterte.

### Trainerlaufbahn
In der Saison 1994/95 und 1995/96 war Olsson Trainer des deutschen Fußballregionalligisten Eintracht Braunschweig. Er wurde nach vierzehnmonatiger Dienstzeit am 24. September 1995 entlassen.

## Auszeichnungen
- Guldbollen: 1970
- Stor Grabb: 1969